# Brittisk glanssnäcka
Brittisk glanssnäcka (Zonitoides excavatus) är en snäckart som först beskrevs av Joshua Alder 1830.  Brittisk glanssnäcka ingår i släktet Zonitoides, och familjen buksnäckor. Arten har ej påträffats i Sverige.